# Quatrième circonscription du Nord de 1863 à 1870
La quatrième circonscription du Nord était l'une des 9 circonscriptions législatives françaises que comptait le département du Nord pendant les sept dernières années du Second Empire.

## Description géographique et démographique
La quatrième circonscription du Nord  était située à la périphérie de l'agglomération Lilloise. Situé entre la Belgique et les arrondissements de Douai et d'Hazebrouck. elle est créée à la suite du redécoupage électoral, la circonscription est centrée autour des villes de Lille et Roubaix.
Elle regroupait les divisions administratives suivantes : Canton de Cysoing ; Canton de Lille-Centre ; Canton de Roubaix ; Canton de Seclin ; Canton de Tourcoing-Nord  et le Canton de Tourcoing-Sud.
Lors du recensement général de la population en 1864 à la suite du décret du 1er février de cette année, la population totale de cette circonscription est estimée à 186 428 habitants.

## Historique des députations
| Législature    | Début de mandat | Fin de mandat    | Député élu  | Parti politique | Observations         |
| -------------- | --------------- | ---------------- | ----------- | --------------- | -------------------- |
| 3e législature | 31 mai 1863     | 27 avril 1869    | Jules Brame | Tiers parti     |                      |
| 4e législature | 23 mai 1869     | 4 septembre 1870 | Jules Brame | Centre gauche   | Fin du Second Empire |